# Wehazit Kidane
Wehazit Kidane (sinh ngày 8 tháng 1 năm 1992) là một tay đua xe đạp người từ Eritrea. Cô đã trở thành nhà vô địch cuộc đua đường trường quốc gia và thử nghiệm thời gian vào năm 2013 và 2014. Cô cũng đã tham gia cuộc đua đường trường nữ tại Giải vô địch thế giới UCI Road 2016, kết thúc ở vị trí 96.